# Morancé

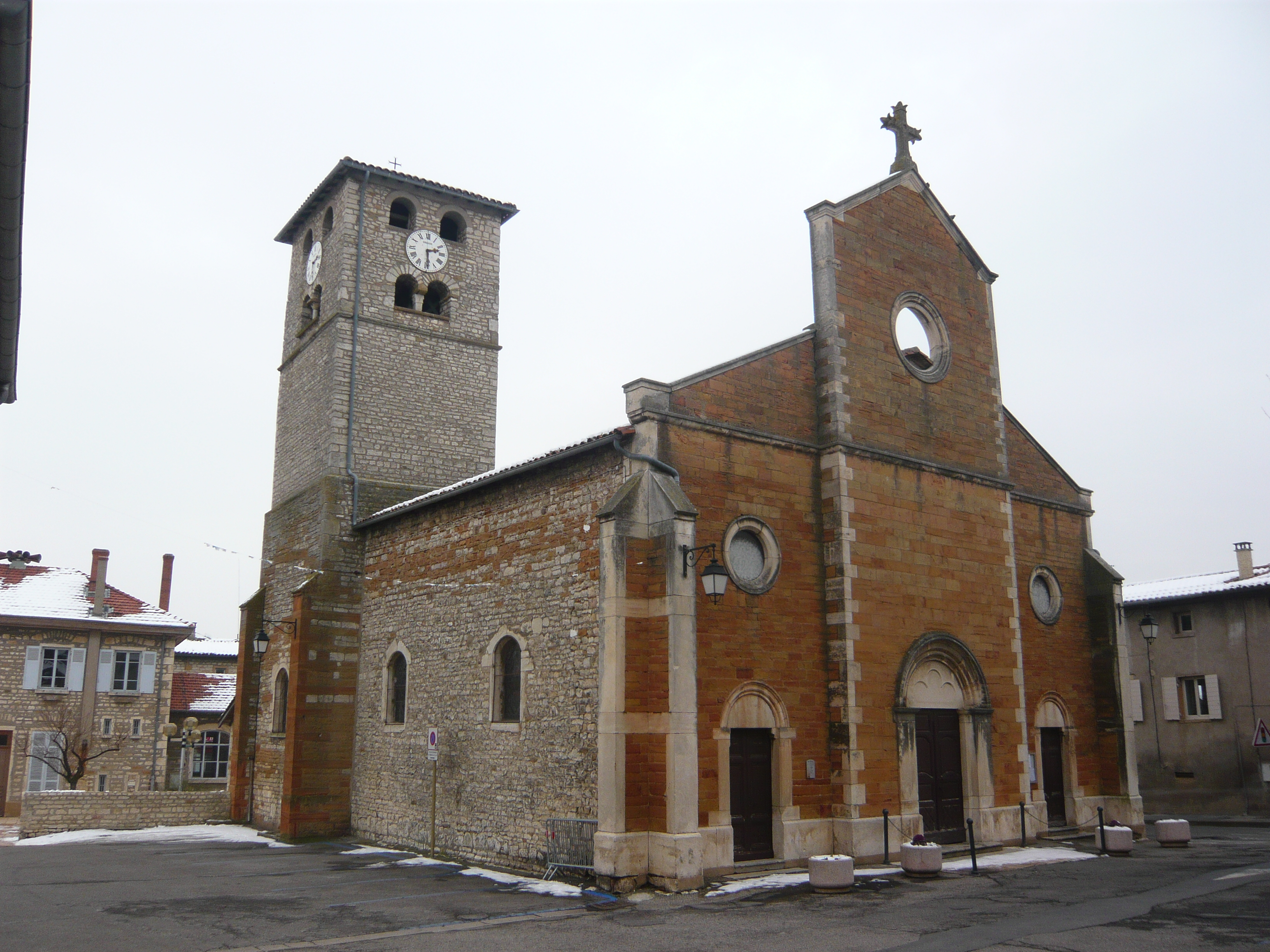
Kościół w Morancé, 2010

Morancé – miejscowość i gmina we Francji, w regionie Owernia-Rodan-Alpy, w departamencie Rodan.
Według danych na rok 1990 gminę zamieszkiwało 1387 osób, a gęstość zaludnienia wynosiła 150 osób/km² (wśród 2880 gmin regionu Rodan-Alpy Morancé plasuje się na 607. miejscu pod względem liczby ludności, natomiast pod względem powierzchni na miejscu 1180.).